# Hartmannellidae
Hartmannellidae – rodzina ameb należących do supergrupy Amoebozoa w klasyfikacji Cavaliera-Smitha.
Należą tutaj następujące rodzaje:
- Cashia
- Copromyxa
- Copromyxella
- Glaeseria
- Hartmannella
- Saccamoeba